# Patria Chica
Patria Chica är en ort i Mexiko.   Den ligger i kommunen Villa Corzo och delstaten Chiapas, i den sydöstra delen av landet, 700 km sydost om huvudstaden Mexico City. Patria Chica ligger 922 meter över havet och antalet invånare är 136.
Terrängen runt Patria Chica är kuperad. Runt Patria Chica är det ganska glesbefolkat, med 24 invånare per kvadratkilometer. Närmaste större samhälle är Villa Corzo, 13,9 km norr om Patria Chica. I omgivningarna runt Patria Chica växer huvudsakligen savannskog.